# TVR Tuscan Speed Six
La TVR Tuscan Speed Six è una roadster realizzata dalla TVR dal 1999 al 2006.

## Sviluppo
La Speed Six si pone come erede della Tuscan originale realizzata tra il 1967 e il 1971. Fu presentata per la prima volta al pubblico presso il British Motor Show del 1998.

## Tecnica
La linea della vettura venne disegnata da Damien McTaggert senza l'ausilio di computer. Il tetto e il lunotto posteriore potevano essere rimossi ed alloggiati all'interno del bagagliaio posteriore. L'apertura delle portiere veniva effettuata tramite un pulsante posto vicino agli specchietti retrovisori. Il telaio era tubolare in acciaio derivato dalla Cerbera, mentre la carrozzeria era in fibra di vetro. Le sospensioni erano a doppi triangoli anteriormente e posteriormente. L'impianto frenante era fornito dalla AP Racing è prevedeva quattro freni a disco. Il propulsore di cui era fornito il mezzo era un Speed-6 sei cilindri in linea 3.6 che spingeva la vettura da 0 a 100 km/h in 4 secondi, con velocità massima di 300 km/h. Il blocco e le teste erano in alluminio, e il resto del motore era composto da due alberi a camme comandati da catena, 4 valvole per cilindro, aspirazione con sei corpi farfallati, alimentazione a iniezione elettronica multipoint e lubrificazione a carter secco. La potenza era di 360 CV. Il cambio era un Borg-Warner a cinque marce manuale.

## Evoluzione
Della Tuscan è stata costruita anche la versione R. Preparato dalla divisione sportiva della TVR, questo modello era più largo rispetto a quello di serie, aveva il telaio tubolare in acciaio basato su quello della Cerbera Speed 12 ed era dotata di un propulsore 4.0 con 6 cilindri in linea da 440 cv di potenza, in grado di spingerla fino ad una velocità massima di 321 km/h. Facendo ricorso alla sostituzione di diversi elementi della vettura con componenti in fibra di carbonio e kevlar, il peso era stato ridotto a meno di 1000 kg. Le sospensioni erano state modificate con l'introduzione di un nuovo schema a doppi bracci oscillanti.